# Lipnica (Čačak)
Pour les articles homonymes, voir Lipnica.
Lipnica (en serbe cyrillique : Липница) est un village de Serbie situé sur le territoire de la Ville de Čačak, district de Moravica. Au recensement de 2011, il comptait 552 habitants.

## Démographie
| 1948 | 1953 | 1961 | 1971 | 1981 | 1991 | 2002 | 2011 |
| ---- | ---- | ---- | ---- | ---- | ---- | ---- | ---- |
| 908  | 904  | 844  | 799  | 747  | 706  | 621  | 552  |

|  |